# Adelalopus hoogbutseliensis
Adelalopus hoogbutseliensis — викопний вид фламінгоподібних птахів вимерлої родини Palaelodidae, що існував у ранньому олігоцені в Європі. Рештки представників роду знайдені у відкладеннях формації Борглун в Бельгії.